# 黒田長恵
黒田 長恵（くろだ ながよし）は、江戸時代中期の大名。筑前国秋月藩6代藩主。官位は従五位下・甲斐守。

## 略歴
5代藩主・黒田長邦の長男として江戸にて誕生した。幼名は豊松。
宝暦12年（1762年）4月19日、父の死去により家督を継ぐ。明和7年（1770年）2月15日、10代将軍徳川家治に御目見する。同年12月16日、従五位下・甲斐守に叙任する。藩政に見るところも無く、また嗣子無くして安永3年（1774年）9月2日、19歳で秋月にて死去した。
死後、家督は甥で養子の長堅が継いだ。

## 系譜
父母
- 黒田長邦（父）
- 玉津院 - 黒田継高の娘（母）

養子
- 黒田長堅 - 山崎義俊の次男